# Otto Kreis
Otto Kreis (* 9. Juni 1890 in Frauenfeld; † 17. Juli 1966 in Bern) war ein Schweizer Dirigent, Komponist, Chorleiter und Musikdirektor.

## Leben und Werk
Otto Kreis war der vierte der sechs Söhne des Thurgauer Regierungsrates Alfred Kreis-Labhard und wuchs mit fünf Brüdern in Frauenfeld auf.
Sein musikalisch begabter Vater unterrichtete ihn anfänglich im Klavierspiel, später erhielt er Klavier- und Violinunterricht an der thurgauischen Kantonsschule Frauenfeld unter Musikdirektor Alfred Widmer. Kreis wurde in der Folge in der reformierten Kirche in Frauenfeld Orgelschüler bei Heinrich Wydler und Eugen Züst.
Obwohl ihn seine Mutter beruflich gerne als Arzt oder Pfarrer gesehen hätte, studierte er am Zürcher Konservatorium bei Musikdirektor Volkmar Andreae, von dem er in Harmonielehre, Kontrapunkt und Komposition unterrichtet wurde. Ausserdem erhielt er Klavierunterricht bei Fritz Niggli, Violinunterricht bei Willem de Boer und Orgelunterricht bei Johannes Lutz. Zudem absolvierte er Studien in Chordirigieren bei Karl Attenhofer und im Ensemblespiel bei Friedrich Hegar. Während der ersten zwei Jahre seines Studiums besuchte Kreis weiterhin das Gymnasium in Frauenfeld und schloss dieses 1910 mit der Maturität erfolgreich ab. Anschliessend ging er als Volontär an die Dresdner Hofoper (Semperoper), deren Generalmusikdirektor Ernst von Schuch er persönlich kannte.
1913 erhielt Kreis auf Vermittlung von Volkmar Andreae die Stelle als Musikdirektor in Olten, begann hier seine berufliche Laufbahn als Dirigent des Gesangsvereins Olten (Frauen- und Männerchor, bis 1919) und dirigierte später auch das Stadtorchester Olten.
Später leitete Kreis als Dirigent 40 Jahre lang den Berner Männerchor. Als textvertonender Komponist schuf er u. a. über 50 überwiegend vier-, teilweise auch zweistimmige Werke. Vorwiegend wählte er dafür Texte von Walter Dietiker und Alfred Huggenberger, vereinzelt auch von Hugo Marti, Gottfried Keller, Lily Oesch, Pius Rickenbach, Christian Günther und Johann Wolfgang von Goethe aus.
Das ursprüngliche «Thurgauerlied» des Komponisten Johannes Wepf wurde von Kreis neu komponiert. Seine Version ist heute als das Thurgauerlied bekannt.
Otto Kreis verunglückte am 18. April auf dem Heimweg von einer Gesangsprobe in Bern. Von diesem schweren Unfall erholte er sich nicht mehr und verstarb am 17. Juli 1966.